# Partido Puertorriqueños por Puerto Rico

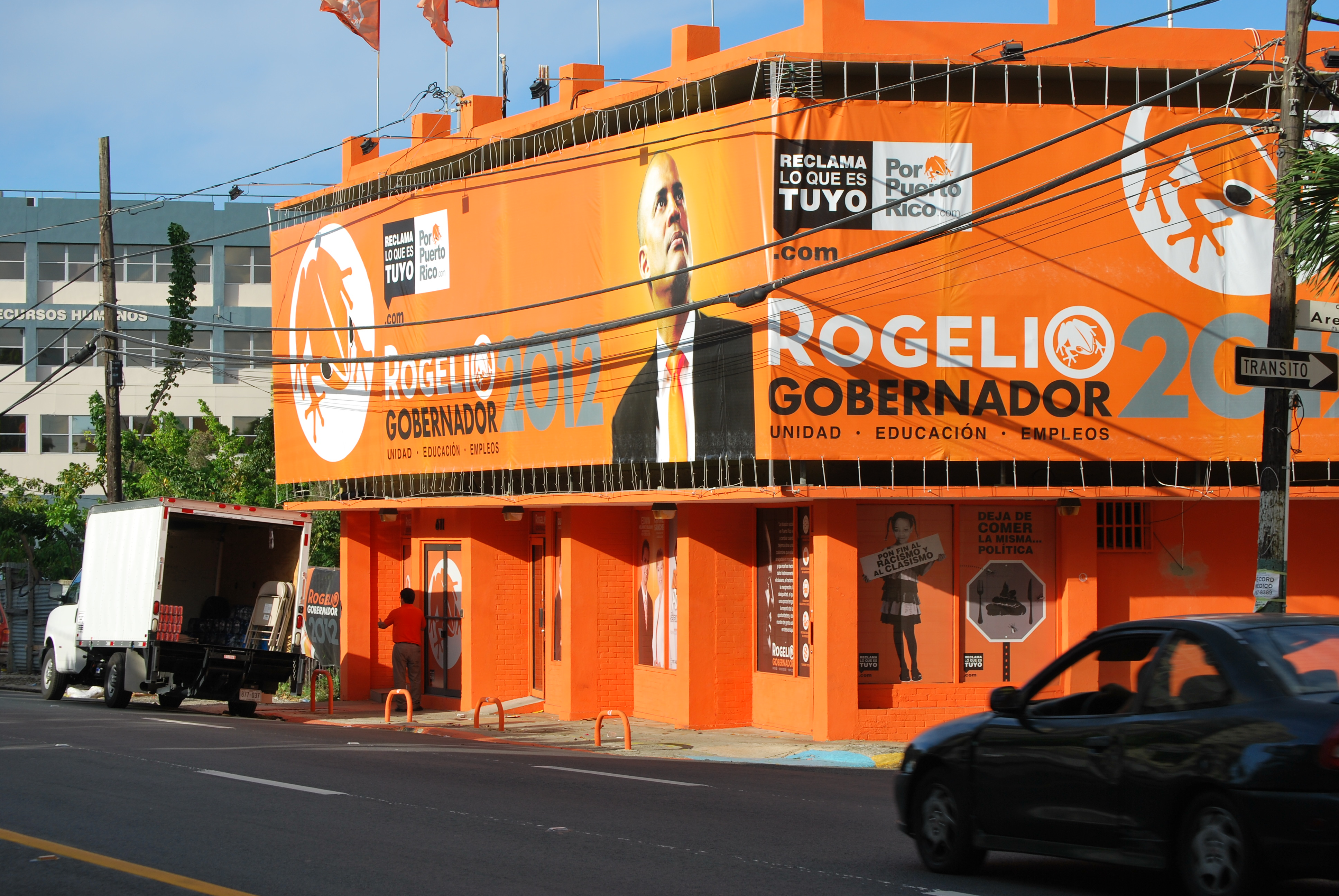
Sede general del partido en San Juan

Puertorriqueños por Puerto Rico (PPR) fue un partido político de Puerto Rico fundado el 9 de mayo de 2007.

## Ideología
El programa de gobierno del PPR según estipulaban sus propios documentos, fue un proyecto dirigido a lograr la igualdad de oportunidad para todos y una economía enfocada en la restauración. Sus propuestas estuvieron dirigidas a facilitar la participación ciudadana. Entre otras cosas también defendieron lo siguiente:[cita requerida]
- El mejoramiento de la seguridad ciudadana
- El establecimiento de una economía autosuficiente y sustentable
- Patriotismo (defensa de la cultura e historia de Puerto Rico)
- Respeto a la diversidad social
- Derechos de la niñez y los ancianos
- Establecimiento de un Sistema de Salud Universal
- Garantización el derecho a la educación, sin discriminación por clase social, raza, género o impedimento
- Establecimiento de la democracia participativa
- Protección del medio ambiente (política verde)

## Elecciones de 2008
El Partido participó por primera vez en las elecciones del 2008 y fue el tercer partido más votado, con 53 693 votos, un 2.8 %.

## Elecciones de 2012
El partido concurrió a las elecciones generales de 2012 en dónde obtuvo un resultado más bajo que en las elecciones de 2008, pasando de 53 693 votos, un 2.8 %, en 2008 a 6668 votos, un 0.4 %, en 2012.

## Figuras importantes del PPR
- Rogelio Figueroa – Presidente del partido y candidato a Gobernador en las elecciones de 2008 y de 2012
- Sadiasept Guillont – candidato a Comisionado Residente en las elecciones de 2012

## Disolución
El partido luego quedó disuelto de facto al no solicitar su reinscripción luego de la elección de 2012.